# Marià Llorente
Marià Llorente (València, 4 de gener de 1752 - Bolonya, 18 de maig de 1816) va ser un religiós, historiador, escriptor, filòsof i naturalista valencià. Entrà a formar part de la Companyia de Jesús l'any 1766, i el 1767 s'exilià a Bolonya arran de l'expulsió dels jesuïtes decretada per Carles III d'Espanya, tot i que entre els anys 1798 i 1801 tornà a València. Intervingué en les polèmiques americanistes del seu temps, motiu pel qual escriví Saggio apologetico degli storici e conquistatori spagnuoli dell'America (Parma, 1804), on defensà la tasca dels espanyols a Hispanoamèrica. També escriví Ricerche storico-apologetiche sulla prigionia e morte del Principe D. Carlo, Figliolo de Filipo secondo Re di Spagna (1815); Storia d'un filosofo disingannato (1815), en forma epistolar, en reacció contra el que considerà els excessos de la Revolució Francesa, i s'encarregà de la traducció de l'obra d'Antoni Ponç i Piquer Viaggi fuori di Spagna (Venècia, 1815), de la qual suprimí els passatges que segons ell no feien justícia a alguna població espanyola.